# Сортобе
Сортобе́ (каз. Сортөбе, до 1999 года — Шортобе́) — приграничный аул в Кордайском районе Жамбылской области Казахстана. Административный центр Сортобинского сельского округа. Код КАТО — 314854100.

## География
Населённый пункт расположен возле границы с Кыргызстаном, на правом берегу реки Шу, на расстоянии примерно 45 километров (по прямой) к юго-востоку от административного центра района — села Кордай, в 314 километрах к востоку от административного центра области — города Тараз.
Абсолютная высота аула — 772 метров над уровнем моря.
Климат жаркий, но с хорошей влажностью. Среднегодовая температура воздуха положительная и составляет около +8,8 °С. Среднемесячная температура воздуха в июле достигает +21,5 °С. Среднемесячная температура января составляет около –5,1 °С. Среднегодовое количество осадков составляет около 1415 мм. Основная часть осадков выпадает в период с марта по сентябрь.
Территория аула расположена между двумя горными системами: Чу-Илийские горы — на севере, Киргизский Алатау — на юге. Рельеф местности представляет собой в основном «голое» предгорье в связи со слабо развитой высотной поясности Чу-Илийских гор, поэтому преобладающий ландшафт — пустынная степь и пустынно-степной растительный и животный мир.
Ближайшие населённые пункты: город Токмак Кыргызстана — на юге, аул Булар Батыра — на западе, село Масанчи — на севере. 

## Население
В 1989 году население аула составляло 8400 человек (основное население — дунгане).
В 1999 году численность населения аула составляла 10 758 человек (5409 мужчин и 5349 женщин). По данным переписи 2009 года, в ауле проживало 14 646 человек (7305 мужчин и 7341 женщина).
| Численность населения | Численность населения | Численность населения |
| 1989                  | 1999                  | 2009                  |
| --------------------- | --------------------- | --------------------- |
| 8400                  | ↗10 758               | ↗14 646               |

### Дунгане
Ежегодно здесь, а также в селе Масанчи проводится праздник «День дунганского этноса». Издается республиканская газета на Дунганском языке — «Дунганская газета».

## Известные уроженцы
- Хусейн Мухтаров (1938—2001) — киргизский оперный певец, народный артист СССР (1984).

## Галерея
| - Дом культуры аула Сортобе. - Один из основных мечетей аула Сортобе — Мечеть Абу-Ханафи. |